# Scutellaria lutea
Scutellaria lutea là một loài thực vật có hoa trong họ Hoa môi. Loài này được J.D.Sm. miêu tả khoa học đầu tiên năm 1888.